# Бабочка-ослик
Бабочка-ослик, или коричневая слизневидка (лат. Heterogenea asella) — вид бабочек из семейства слизневидок, один из двух видов рода
Heterogenea. Распространены практически по всей Европе, а по некоторым данным — также в Японии и на Корейском полуострове. На территории России наблюдается в центральной и южной Европейских частях, на Кавказе, в Приамурье и в Приморье.
Представляет собой небольшую бабочку с размахом крыльев до 1,4—2 сантиметров. Крылья без рисунка, у самцов — тёмно-коричневого цвета, у самок — более светлые, охристо-коричневого цвета. Обитает на опушках и полянках широколиственных лесов и лесостепей. Летает в первой половине лета — июне—июле.
Гусеница бабочки-ослика имеет необычную, похожую на личинку форму с очень короткими ножками и втянутой головой. Малоподвижны и многоядны, питаются на дубе, буке, грабе, берёзе, лещине и клёне, реже на плодовых деревьях.
Бабочка-ослик занесена в Красную книгу Ярославской области, в пределах Ярославской области наблюдалась единично на территории национального парка «Плещеево озеро». По области проходит северная граница ареала бабочки.